# سه راز
سه راز (انگلیسی: Three Secrets) یک فیلم درام آمریکایی به کارگردانی رابرت وایز است که در سال ۱۹۵۰ منتشر شد.

## بازیگران
- النور پارکر
- پاتریشا نیل
- روت رومن
- فرانک لاوجوی
- لیف اریکسون
- فرانک فنتون
- لستر دُر